# Odessa (Florida)
Odessa és una concentració de població designada pel cens dels Estats Units a l'estat de Florida. Segons el cens del 2000 tenia 3.173 habitants.

## Demografia
Segons el cens del 2000, Odessa tenia 3.173 habitants, 1.181 habitatges, i 896 famílies. La densitat de població era de 231,2 habitants/km².
Dels 1.181 habitatges en un 35,1% hi vivien nens de menys de 18 anys, en un 62,8% hi vivien parelles casades, en un 8,6% dones solteres, i en un 24,1% no eren unitats familiars. En el 18% dels habitatges hi vivien persones soles el 4,1% de les quals corresponia a persones de 65 anys o més que vivien soles. El nombre mitjà de persones vivint en cada habitatge era de 2,69 i el nombre mitjà de persones que vivien en cada família era de 3,04.
Per edats la població es repartia de la següent manera: un 24,9% tenia menys de 18 anys, un 7% entre 18 i 24, un 32,1% entre 25 i 44, un 27,6% de 45 a 60 i un 8,4% 65 anys o més.
L'edat mediana era de 39 anys. Per cada 100 dones de 18 o més anys hi havia 104,8 homes.
La renda mediana per habitatge era de 45.864 $ i la renda mediana per família de 55.461 $. Els homes tenien una renda mediana de 38.992 $ mentre que les dones 26.818 $. La renda per capita de la població era de 21.548 $. Entorn del 3,7% de les famílies i el 6,7% de la població estaven per davall del llindar de pobresa.

## Poblacions més properes
El següent diagrama mostra les poblacions més properes.